# Nathan Greno
Pour les articles homonymes, voir Greno.
Nathan Greno, est un réalisateur, scénariste, acteur et animateur américain qui travaille pour les studios Disney.

## Filmographie

### Réalisateur
- 2009 : Let It Begin (avec Byron Howard)
- 2009 : Super Rhino
- 2010 : Raiponce (avec Byron Howard)
- 2012 : Le Mariage de Raiponce (avec Byron Howard)
- 2022 :  Pookoo

### Scénariste
- 2003 : Frère des ours
- 2007 : Bienvenue chez les Robinson avec Michelle Bochner Spitz, Stephen J. Anderson, Don Hall et Jon Bernstein
- 2008 :   Volt, star malgré lui superviseur du scénario et de l’histoire
- 2009 : Super Rhino
- 2012 : Le Mariage de Raiponce avec Byron Howard, Daniel Gerson et Robert L. Baird
- 2022 :  Pookoo (scénario et histoire originale)

### Acteur
- 2007 : Bienvenue chez les Robinson : Lefty
- 2008 : Volt, star malgré lui : voix additionnelles
- 2009 : Lutins d'élite, mission Noël : Dasher
- 2010 : Raiponce : un des gardes et un des voyous
- 2012 : Le Mariage de Raiponce : Maximus, le garde, les Frères Stabbington

### Animateur
- 1998 : Mulan
- 2005 : Chicken Little
- 2007 : Bienvenue chez les Robinson
- 2008 : Volt, star malgré lui